# Клеванський парк
Кле́ванський парк — парк-пам'ятка садово-паркового мистецтва місцевого значення в Україні. Об'єкт природно-заповідного фонду Рівненської області.
Розташований у межах Рівненського району Рівненської області, у центральній частині смт Клевань.
Площа 7 га. Статус надано згідно з рішенням обласної ради від 22.11.1983 року № 343. Перебуває у віданні Клеванської селищної ради.
Статус надано з метою збереження давнього парку. Основною породою є різновікові дуби, серед яких є дерева, віком бл. 250—300 років. Крім того, у парку зростають граб звичайний, робінія звичайна, береза, тополя чорна, тополя біла, липа серцелиста, клен гостролистий, сосна звичайна та інші види. Із чагарників тут зрідка трапляються бузина чорна, бруслина бородавчаста, горобина. У трав'яному покриві — мітлиця тонка, астрагал солодколистий, розхідник плющеподібний, зіновать руська, кульбаба лікарська, сухоцвіт лісовий, бедринець ломикаменевий, вероніка дібровна, мітлиця повзуча, деревій звичайний, ранник вузлуватий, куничник наземний, чистотіл великий, фіалка Рейхенбаха, гравілат міський тощо. 